# Symphyllia agaricia
Symphyllia agaricia är en korallart som beskrevs av Milne Edwards och Jules Haime 1849. Symphyllia agaricia ingår i släktet Symphyllia och familjen Mussidae. IUCN kategoriserar arten globalt som livskraftig. Inga underarter finns listade i Catalogue of Life.